# Burgstall Rinnen
Der Burgstall Rinnen bezeichnet eine abgegangene Höhenburg auf 490 m ü. NN 1,7 Kilometer ostsüdöstlich des heutigen Wohnbereichs Rinnen der Gemeinde Michelfeld im Landkreis Schwäbisch Hall in Baden-Württemberg.
Von der Burganlage sind noch zwei Grabenreste und ein Wall erhalten.